# Allocosa schubotzi
Allocosa schubotzi este o specie de păianjeni din genul Allocosa, familia Lycosidae. A fost descrisă pentru prima dată de Strand, 1913.
Este endemică în Rwanda. Conform Catalogue of Life specia Allocosa schubotzi nu are subspecii cunoscute.